# Tumba de Câmara Micénica
Uma tumba de câmara micénica é o tipo de tumba de câmara construída na Grécia micénica. Os túmulos de câmara micénicos surgiram na messénia no final do período heládico médio ( c. 1600 AEC ),  e foram construídos e usados durante o Final da Idade do Bronze na área do Mar Egeu .
As tumbas de câmara micênicos eram escavados na rocha (ao contrário dos túmulos tolo contemporâneos, que são construídos em alvenaria), geralmente em terrenos inclinados, e formados por uma câmara ( talamos ), unida a uma passagem retangular ( dromos ) com uma porta funda que forma a entrada ( stomion ). O tamanho, a elaboração e a monumentalidade dos túmulos de câmara micénicos variam consideravelmente, assim como os bens funerários encontrados neles, sugerindo que eram usados para o enterro de pessoas de uma ampla varedade de estratos sociais. 
Após o fim da Idade do Bronze, os túmulos de câmara deixaram de ser construídos na maior parte do mundo grego, embora alguns continuassem a ser utilizado como oferendas votivas e culto aos heróis durante a Idade do Ferro.

## Desenvolvimento cronológico
| Período              | Data aproximada |
| -------------------- | --------------- |
| Heládico Médio III   | c. 1700         |
| Falecido heládico eu | c. 1600         |
| Heládico tardio II   | c. 1450         |
| Heládico tardio IIIA | c. 1400         |
| Heládico tardio IIIB | c. 1300         |
| Heládico IIIC tardio | c. 1180         |

 As primeiras tumbas de câmara foram encontradas no período MH III em Messénia, que seguiram exemplos do LH I em toda a Grécia central e meridional, particularmente na Argólida. São relativamente incomuns, excepto em Messénia, até LH III, quando foram amplamente construídos em toda a região Egeia associada à cultura missénia.
As tumbas de câmara continuaram a ser construídas ao longo do período micénico, embora as diferenças regionais sejam observadas quanto à sua popularidade e à sua provável função social. Em Messénia, parecem ter alterado todas as outras formas de enterro distinadas á elite, exceto tholoi; e têm sido intimamente ligadas ao desenvolvimento e consolidação do estado palatial em LH III. São conhecidas cerca de trezentas tumbas de câmara na área de Messénia. Acredita-se que os túmulos de câmara em Messénia representam membros da classe inferior da elite palália, enquanto os tholoi eram reservados à maioria da elite, talvez as {transl|grc|wanax}} e outras figuras de alta classe conhecidas de Linear B. Em Boeotia, no entanto, apenas se connhece uma tumba tholos (o chamado Tesouro de Mínias em Orcómenos, datado de c. 1350 BCE), enquanto as tumbas de câmara parecem ter sido a forma de enterramento mais utilizada por todos os grupos de elite,  incluindo o túmulo da câmara monumental em Megalo Kastelli, que tem sido ligado aos governantes de Tebas.
Na Acaia, as tumbas de câmara parecem estar associadas às elites locais emergentes no período LH II, mas mantém-se tipos de sepulturas simples, como cova e sepulturas císticas, por LH III. Neste período na Acaia, parece ter havido pouca associação, ao contrário da Argólida, entre a hierarquia social e o uso de tumbas de câmara: nos túmulos relativamente simples, como os de Aidonia, foram encontrados bens funerários relativamente simples ao lado de exemplos monumentais, como o Túmulo 4 em Vondeni - um grande túmulo de câmara LH IIIA com um dromos de 19,8 m (65 pé) e um tálamos de 28 m2 (300 sq ft) de área, cujos extensos e valiosos bens funerários levaram ao consenso académico de que o único enterro original na tumba representa um governante local. Em vez de carregar um significado universal, é provável que o significado social e simbólico dos túmulos de câmara, bem como a natureza das comunidades que os utilizam, varie em todo o mundo micénico de acordo com as práticas e preocupações locais.

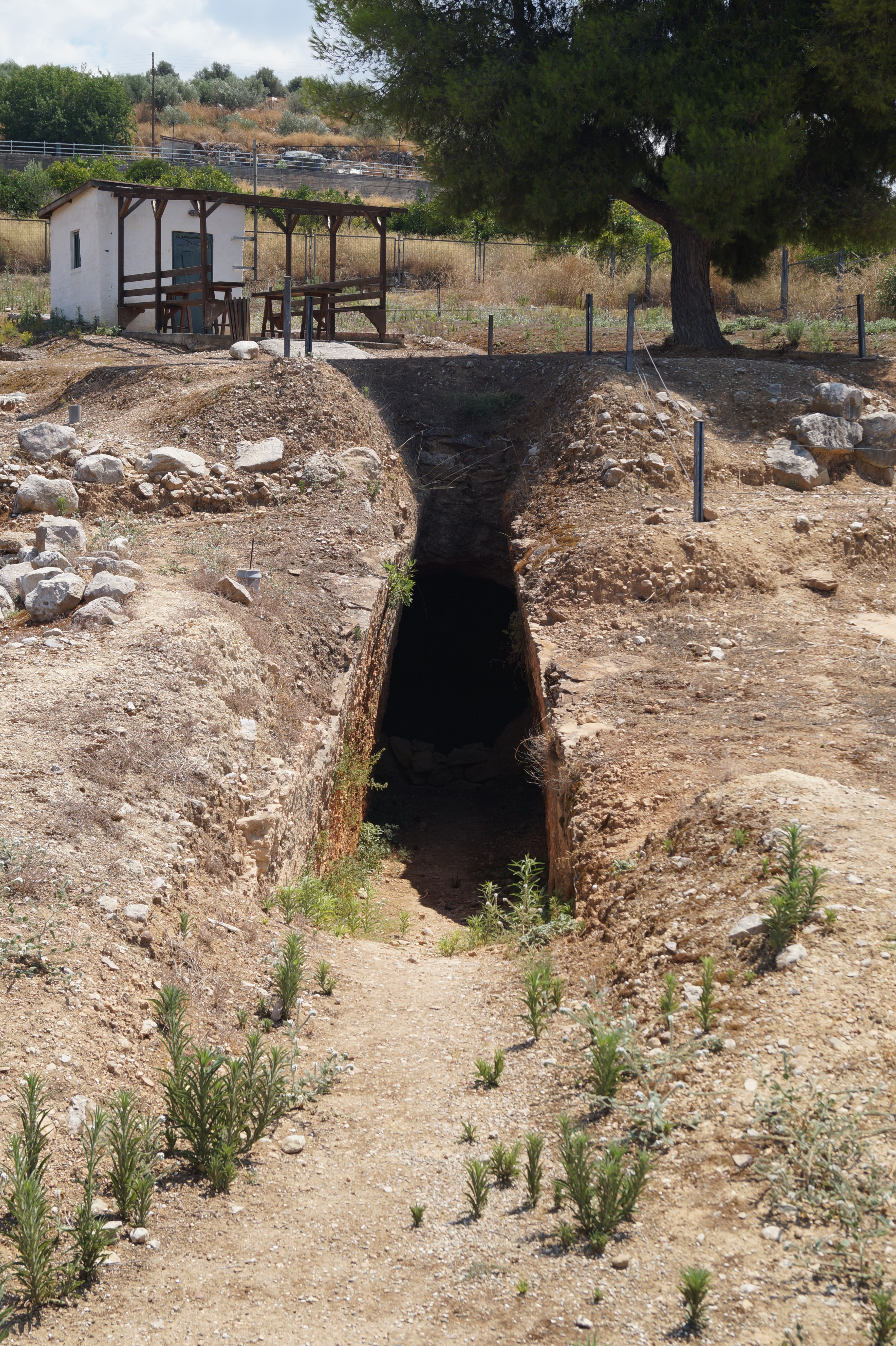
Túmulo da câmara 16 em Dendra, mostrando a vista do dromos do exterior do túmulo

Exceto na Tessália e em Creta, a construção de túmulos de câmaras cessou após o Colapso da Idade do Bronze Tardia (c.  1180 BCE), embora alguns exemplos continuassem a ser reutilizados para oferendas votivas, culto ao herói e ocasionalmente enterros durante a Idade do Ferro Inicial. Quase um terço dos túmulos de câmara escavado por Carl Blegen em Prosimna na Argólida demonstram evidências de oferendas votivas dos períodos geométrico ou arcaico, e a prática é observada noutras partes do mundo grego entre 1050 e 600 a.C., particularmente em Messénia, Ática e Beócia.

## Bibliography
- Antonaccio, Carla (1994). «Contesting the Past: Hero Cult, Tomb Cult, and Epic in Early Greece». American Journal of Archaeology. 98 (3): 389–410. JSTOR 506436. doi:10.2307/506436
- Arena, Emiliano (2015). «Mycenaean Peripheries during the Palatial Age: The Case of Achaia». Hesperia. 84 (1): 1–46. doi:10.2972/hesperia.84.1.0001
- Bennet, John (2017). «Prosilio – 2017». Archaeology in Greece Online. Consultado em 30 de novembro de 2022. Cópia arquivada em 30 de novembro de 2022
- Blegen, Carl (1937). «Post-Mycenaean Deposits in Chamber-Tombs». Αρχαιολογικὴ 'Εφηµερίς: 377–390
- Boyd, Michael (2016). «Fields of Action in Mycenaean Funerary Practices». In:  Dakouri-Hild, Anastasia; Boyd, Michael. Staging Death: Funerary Performance, Architecture and Landscape in the Aegean. [S.l.]: De Gruyter. pp. 57–87. ISBN 9783110475784
- Boyd, Michael (2014). «The Development of the Bronze Age Funerary Landscape of Nichoria». In:  Nakassis, Dimitri; Gulizio, Joann; James, Sarah A. KE-RA-ME-JA: Studies Presented to Cynthia W. Shelmerdine. Philadelphia: INSTAP Academic Press. pp. 191–208. ISBN 9781931534765
- Boyd, Michael (2006). «Review: The Mycenaean Cult of the Dead. British Archaeological Reports International Series 1372». Bryn Mawr Classical Review. Consultado em 30 de novembro de 2022
- Castleden, Rodney (2005). The Mycenaeans. London and New York: Routledge. ISBN 0415363365 – via Google Books
- Cavanagh, William; Mee, Christopher (1998). A Private Place: Death in Prehistoric Greece. SIMA 125. Jonsered: Paul Aströms Forlag
- Cavanagh, William (1987). «Cluster analysis of Mycenaean chamber tombs». In:  Laffineur, Robert. Thanatos: Les coutumes funéraires en Egée à l' âge du Bronze. Actes du colloque de Liège (21–23 avril 1986), Aegaeum 1. Liège: [s.n.] pp. 161–169
- Deger-Jalkotzy, Sigrid (2013). «Cremation burials in the Mycenaean cemetery of Elateia-Alonaki in Central Greece». In:  Lochner, Michaela; Ruppenstein, Florian. Cremation burials in the region between the Middle Danube and the Aegean, 1300–750 BC. Vienna: [s.n.] pp. 221–229
- Efkleidou, Kalliopi (2019). «Walking your Way to Death. Exploring the Relation Between the Location of Mycenaean Chamber Tombs and Roads in the Argolid». Open Archaeology. 5: 484–504. doi:10.1515/opar-2019-0030
- Galanakis, Yannis (2021). «Ma(r)king Places: The Monumental Mortuary Landscapes of Early Mycenaean Greece». In:  Eder, Birgitta; Zavadil, Michaela. (Social) place and space in early Mycenaean Greece: international discussions in Mycenaean archaeology, October 5–8, 2016, Athens. Vienna: [s.n.] pp. 595–616
- Galanakis, Yannis (2018). «Review: Ayia Sotira. A Mycenaean Chamber Tomb Cemetery in the Nemea Valley, Greece Prehistory Monographs 56 ». Bryn Mawr Classical Review. Consultado em 30 de novembro de 2022
- Gallou, Chrysanthi (2005). The Mycenaean Cult of the Dead. British Archaeological Reports International Series 1372 . Oxford: Archaeopress
- Gallou, Chrysanthi (2003). The cult of the dead in central Greece during the Mycenaean period (PDF) (Ph.D.). Consultado em 30 de novembro de 2022
- Hope Simpson, Richard; Dickinson, Oliver (1979). A Gazetteer of Aegean Civilisation in the Bronze Age 1: The Mainland and Islands (SIMA 52). Göteborg: [s.n.]
- Mee, Christopher; Cavanagh, William (1984). «Mycenaean tombs as evidence for social and political organisation». Oxford Journal of Archaeology. 3 (3): 45–64. doi:10.1111/j.1468-0092.1984.tb00121.x
- Papadimitriou, Nikolas (2015). «The formation and use of dromoi in early Mycenaean tombs». Annual of the British School at Athens. 110: 71–120. doi:10.1017/S0068245415000052 line feed character character in |título= at position 75 (ajuda)
- Rutter, Jeremy (2012). «Lesson 21: Narrative: Mycenaean Public and Funerary Architecture: Fortifications, Drainage Projects, Roads and Chamber Tombs». Aegean Prehistoric Archaeology. Dartmouth College. Consultado em 30 de novembro de 2022
- Shelmerdine, Cynthia (2008). «Introduction: Background, Methods and Sources». In:  Shelmerdine, Cynthia. The Cambridge Companion to the Aegean Bronze Age. Cambridge: Cambridge University Press. pp. 1–18
- Smith, Angus; Dabney, Mary; Pappi, Evangelia; Triantaphyllou, Sevasti; Wright, James (2017). Ayia Sotira. A Mycenaean Chamber Tomb Cemetery in the Nemea Valley, Greece, Prehistory Monographs 56. Philadelphia: INSTAP Academic Press
- Wright, James C. (2008). «Chamber Tombs, Family and State in Mycenaean Greece». In:  Gallou, Chrysanthi; Georgiadis, M.; Muskett, G.M. DIOSKOUROI: Studies presented to W.G. Cavanagh and C.B. Mee on the anniversary of their 30-year joint contribution to Aegean Archaeology. Oxford: Archaeopress. pp. 144–153
- Vlachopoulos, Andreas (2020). «Wall Paintings». In:  Kotsonas, Antonis; Lemnos, Irene S. A Companion to the Archaeology of Early Greece and the Mediterranean: Volume 2. Oxford: Archaeopress. pp. 407–433
- Wace, Alan J. (1932). Chamber Tombs at Mycenae. Oxford: [s.n.]